# Cortinarius incensus
Cortinarius incensus är en svampart som beskrevs av Soop 2003. Cortinarius incensus ingår i släktet Cortinarius och familjen spindlingar.   Inga underarter finns listade i Catalogue of Life.